# Schlacht am Pea Ridge
Die Schlacht am Pea Ridge (auch Schlacht bei der Elkhorn Tavern genannt) fand am 7. und 8. März 1862 während des Amerikanischen Bürgerkrieges statt. Dabei besiegten Truppen der Nordstaaten (Union) unter Brigadegeneral Samuel Ryan Curtis die Truppen der Südstaaten (Konföderation) unter Generalmajor Earl Van Dorn.

## Ausgangslage
Nach dem Beginn des Bürgerkrieges hatte die Union innerhalb eines halben Jahres die Kontrolle über den Bundesstaat Missouri gewonnen, dessen Gouverneur sich entgegen der vorherrschenden Meinung der Bevölkerung auf die Seite der Konföderation gestellt hatte. Daraufhin wollte General Curtis den konföderierten Staat Arkansas erobern, der südlich von Missouri liegt.

## Der Verlauf der Schlacht
Mit ca. 10.000 Mann und 50 Kanonen rückte Curtis im Februar 1862 in Benton County in Arkansas ein und verschanzte sich an dem kleinen Fluss Sugar Creek. Der konföderierte General Van Dorn erfuhr vom Angriff der Nordstaaten und marschierte mit seinen Truppen den Unionstruppen entgegen. Van Dorn hatte zusammen ungefähr 16.000 Mann (darunter 800 Cherokee-Indianer). Er beabsichtigte, Curtis’ Armee zu vernichten, damit er seinerseits Missouri für die Konföderation erobern konnte.
Van Dorn erkannte, dass ein Frontalangriff gegen die ausgebaute Verteidigungsposition der Unionstruppen scheitern musste, und teilte deshalb seine Armee am 4. März in zwei Teile auf. Er wollte Curtis’ Armee umfassen und von hinten angreifen. Um schneller marschieren zu können, ließ er seine Versorgungswagen zurück, was sich später als fahrlässig herausstellen sollte.
Die konföderierte Army of the West marschierte drei Tage lang durch einen frostigen Sturm nach Benton County. Viele konföderierte Soldaten waren schlecht ausgerüstet und sogar barfuß. Es entstand das Sprichwort, dass man die Armee finden könne, indem man den blutigen Fußabdrücken folge. Hungrig und müde kamen die konföderierten Truppen ans Ziel.
Entscheidend war die Verspätung eines Truppenteils unter General Benjamin McCulloch. Van Dorn befahl McCulloch zwar, sich bei der Elkhorn Tavern wieder mit ihm zu vereinen, die Verzögerung erlaubte es dem Unionsgeneral Curtis jedoch, auf die unerwartete Gefahr in seinem Rücken zu reagieren. Er stieß mit seiner Armee in die Lücke zwischen Van Dorns und McCullochs Abteilungen und konnte so die Schlacht für sich entscheiden.
Die Konföderierten verloren bei der Schlacht ungefähr 2.000 Mann, einschließlich der Generäle McCulloch, Slack und McIntosh, während die Unionsarmee lediglich 1.400 Mann einbüßte.

## Folgen
Nach der Niederlage von Pea Ridge wurden die Reste der Armee Van Dorn zur Verstärkung der konföderierten Tennessee-Armee abgezogen, und Arkansas blieb praktisch schutzlos zurück. Umso weniger waren die Konföderierten nun noch in der Lage, Missouri zu bedrohen.
Im Gegenzug drang General Curtis tiefer in das unverteidigte Arkansas ein, um dessen Hauptstadt Little Rock anzugreifen.